# عماد عباس
عماد محمود عباس «أبو أحمد» مجاهد فلسطيني من قادة التصنيع العسكري في كتائب عز الدين القسام الجناح العسكري لحركة حماس، ساهم في تطوير أسلحة القسام، وله لمسات في تطوير العديد من الوسائل القتالية التي برزت فيها كتائب القسام في مواجهة العدو الصهيوني وعلى رأسها صواريخ البنا، وقذائف الياسين المضادة للدروع.

## الميلاد والنشأة
ولد في حي الدرج وسط مدينة غزة في عام 1973م، وأكمل تعليمه الابتدائي والإعدادي في مدرسة الإمام الشافعي، والثانوي في مدرسة فلسطين بالمدنية، وعرف عنه تفوقه الدراسي.
تزوج عام 1995 من فتاة من أسرة فرحات، من أقارب مريم محيسن (أم نضال فرحات) التي تعرف بـ«خنساء فلسطين». وأنجب منها أربعة أبناء.

## نشاطه السياسي والعسكري
من خلال المسجد تعرف على رموز الحركة والدعوة الإسلامية في فلسطين، وانضم في وقت مبكر إلى صفوف الحركة الإسلامية.
بدأ نشاطه العسكري في المجموعات المسلحة التابعة لكتائب القسام في غزة، وشارك في مطلع الانتفاضة الأولى عام 1987م شارك عماد بصحبة المجموعات القسامية الأولى بالعديد من العمليات العسكرية ضد جنود ودوريات الاحتلال الصهيوني في قطاع غزة، ومن الذين رافقهم في العمل العسكري هذا القائد القسامي عماد عقل، والقائد عوض سلمي وغيرهم.

### عملية معبر «كارني»
من ابرز العمليات العسكرية التي شارك فيها عماد العملية الجهادية بالقرب من معبر المنطار (كارني) شرق مدينة غزة والتي قتل فيها جنديين إسرائيليين على الأقل في عام 1991م.
في هذه الإثناء كان عماد قد أنهى الثانوية العامة وفي انتظار إعلان النتيجة، وقبل إعلانها أصبح مطارداً لقوات الاحتلال الصهيوني حيث اعتقل أحد رفاقه في العملية العسكرية المذكورة.

### في سجن الأمن المصري
وبعد أشهر من مطاردته بين أزقة وشوارع مدينة غزة من قبل قوات الاحتلال الصهيوني تمكن عماد من إيجاد طريقة للتخلص من حالة المطاردة اللحظية التي يحياها، وفر له أحد المجاهدين الظروف للهرب إلى مصر عبر البحر المتوسط خفية. ولكن لم يكمل طريقه إلى مصر حيث اعتقلته قوات الأمن المصرية وسجنته ثمانية أشهر تحت التعذيب والتنكيل قبل ترحيله عنوة إلى ليبيا.

### العودة إلى فلسطين
وتنقل عماد عباس إلى العديد من الدول العربية وكذلك "مالطا"، وعمل على اكتساب مزيد من الخبرات العسكرية. التقى في بلد عربي بعز الدين الشيخ خليل أحد قادة حركة المقاومة الإسلامية «حماس» الذي عمل بدوره على إعادته إلى فلسطين عام 1995م.
ولدى عودته عمد إلى صب ما اكتسبه وتلقاه من تدريبات عسكرية وخبرات جهادية في النشاط العسكري لحركة حماس كتائب الشهيد عز الدين القسام.
فمنذ تلك اللحظة بدأ طريق التطوير العسكري مع آخرين، منهم الشهيد عدنان الغول الذي عمل معه عماد عن قرب وكان له بمثابة الذراع اليمنى.

## إغتياله
استشهد برفقة عدنان الغول، حيث تمكنت طائرة استطلاع صهيونية منهم في مدينة غزة عندما أطلقت على سيارتهما صاروخا يوم الخميس 7 رمضان الموافق 21 أكتوبر 2004م.